# 史塔特科技中心

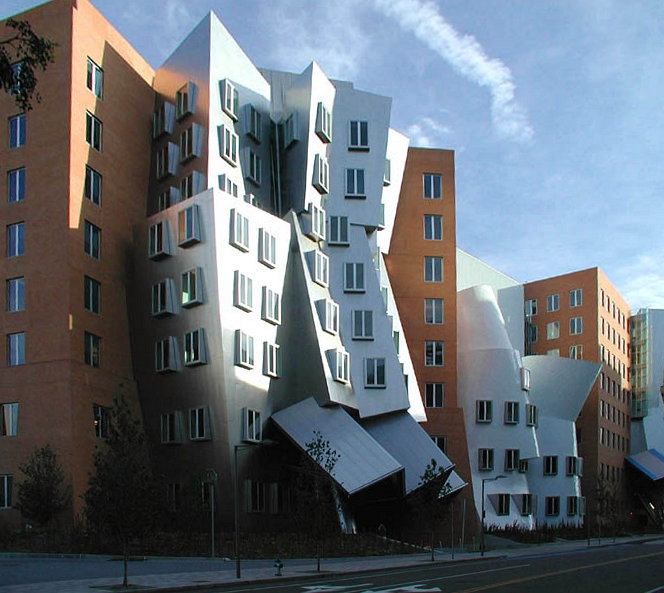
史塔特科技中心

史塔特科技中心（Ray and Maria Stata Center）是美國麻省理工學院的複合式建築，由法蘭克·蓋瑞所設計。史塔特科技中心於2004年3月16日開放，坐落在麻省理工學院20號樓（歷史上的麻省理工學院輻射實驗室所在地）原址。

## 建築
史塔特科技中心上面的四樓分成兩個不同的結構：蓋茨塔和德瑞弗塔，通常被稱為G塔及D座。
史塔特科技中心有一些小禮堂和教室，由電氣工程和計算機科學系以及其他部門使用。計算機科學與人工智能實驗室、資訊與決策系統實驗室及語言學、哲學系辦公室設置於此。诺姆·乔姆斯基、罗纳德·李维斯特、全球資訊網創始人蒂姆·伯納斯-李、自由軟件運動創始人理查德·斯托曼也有辦公室這此。
建築物一樓的主要通道稱為查爾斯·維斯特學生街，以紀念2013年12月去世的前麻省理工學院院長查爾斯·維斯特。

## 支持
建設史塔特科技中心的主要資助者包含雷·史塔特和瑪麗亞·史塔特。其他主要的資助者包括比爾·蓋茨、張忠謀。

## 相關文獻
- Joyce, Nancy E. . afterword by William J. Mitchell, photography by Richard Sobol. Cambridge, Massachusetts: The MIT Press. 2004. ISBN 978-0-262-60061-3.
- Mitchell, William J. . Cambridge, Massachusetts: The MIT Press. 2007. ISBN 978-0-262-13479-8.